# Anselme Gaëtan Desmarest
Pour les articles homonymes, voir Desmarest.
Anselme Gaëtan Desmarest (6 mars 1784 à Paris - 4 juin 1838 à Alfort) est un zoologiste français, fils du géologue Nicolas Desmarest (1725-1815).

## Biographie
Il fait ses études à l’École centrale, puis au Prytanée. Protégé par Lacépède (1756-1825), élève de Georges Cuvier (1769-1832) et Alexandre Brongniart (1770-1847), il consacre ses loisirs à l’histoire naturelle. À partir de 1814, il enseigne la zoologie à l'École vétérinaire d'Alford. En 1820, il devient membre de l’Académie de médecine.
Anselme Gaëtan Desmarest fait paraître de nombreuses publications sur les fossiles. Il est également l'auteur d’Histoire Naturelle des Tangaras, des Manakins et des Todiers (1805), de Considérations générales sur la classe des crustacés (1825) et d'un Dictionnaire des Sciences Naturelles (1816-1830), avec André Marie Constant Duméril (1774-1860).
Il meurt le 4 juin 1838 et est inhumé au cimetière du Père-Lachaise (50e division),.
Il est le père de l'entomologiste Eugène Anselme Sébastien Léon Desmarest (1816-1889).

## Hommages
Le genre d'algue brune Desmarestia est nommé en honneur de Desmarest. Indirectement, la famille des Desmarestiaceae et l’ordre des Desmarestiales dont fait partie le genre d’algues sont également dérivés de son nom.

## Source
- Article de St. Le Tourneur dans Roman D’Amat et R. Limouzin-Lamothe (dir.) (1962), Dictionnaire de biographie française, tome dixième : Dallier – Desplagnes, Librairie Letouzey et Ané (Paris) : 1437.